# باچبا لویی
باچبا لویی (انگلیسی: Batcheba Louis؛ زادهٔ ۱۵ ژوئن ۱۹۹۷) بازیکن فوتبال اهل هائیتی است.
وی همچنین در تیم ملی فوتبال Haiti بازی کرده‌است.